# Kecamatan Wanadadi
Kecamatan Wanadadi är ett distrikt i Indonesien.   Det ligger i provinsen Jawa Tengah, i den västra delen av landet, 300 km öster om huvudstaden Jakarta. Kecamatan Wanadadi ligger vid sjön Waduk Mrica.